# Ikra
Ikre so jajčeca rib in nekaterih drugih nevretenčarjev kot so raki, morske zvezde, morski ježki ...
Nekatere vrste morskih nevretenčarjev nosijo ikre zunaj telesa, pri ostalih, med drugim pri ribah, pa so ikre »spravljene« v posebnih organih znotraj telesa in se oplodijo šele izven njega.
Ikre že od nekdaj igrajo pomembno vlogo pri prehrani ljudi in so ponekod izjemno cenjene. Na Japonskem in drugod v Aziji, pa tudi v nekaterih evropskih državah, so pomemben del kulinarike in se jejo tako surove kot obdelane. 
Osoljene in začinjene ikre nekaterih vrst rib se imenujejo kaviar in veljajo za delikateso.